# US Catanzaro 1929
US Catanzaro, bildad 1929, fotbollsklubb från Catanzaro i Italien. Klubben har spelat i Serie A.

### Fotnoter
1. ↑  http://www.uscatanzaro.net/modules.php?name=News&file=article&sid=24489